# Делиријум
Делиријум или бунило је стање конфузије, често праћено халуцинацијама, делузијом, емотивном лабилношћу и анксиозношћу. Карактерише се глобалном когнитивном дисфункцијом праћеном флуктуацијом у болесниковој свесности и пажњи. Обично је резултат промена у церебралном метаболизму услед интоксинирања алкохолом или другим дрогама, шоком или врућицом или вишеструким етиологијама. Може настати и током апстиненције од супстанци које изазивају јаку зависност.

## Дефиниције делиријума
У медицинској литератури делиријум се дефинише као: акутни мождани синдром, акутно конфузно стање, акутна инфективна психоза, акутна органска реакција, акутни психооргански синдром и др.
Дијагностички и статистички приручник (ДСМ и.в, АПА) на следећи начин дефинише ово стање у случајевима када је јасан етиолошки фактор: делиријум условљен медицинским стањем (нпр. делиријум узрокован хепатичном енцефалопатијом или делиријум узрокован хипогликемијом); супстанцама индуковани делиријум (укључујући делиријум настао као последица употребе фармака), делиријум мултипле етиологије.
Ако је немогуће утврдити специфичну етиологију, поставља се дијагноза неспецификованог делиријума. У МКБ се под словом Ф, категорија 05, налази делиријум који није накалемљен на деменцију, делиријум накалемљен на деменцију, други делиријум и делиријум, неспецификовани.

### МКБ-10 класификација делиријума
МКБ-10 класификује делиријум у групи Ф 05 („Делиријум који није изазван алкохолом и психоактивним супстанцама”), али и у групи Ф 10-19 када се обележава са 4 и 5 цифром (за спецификовање клиничког стања), и то: Ф 1x.03 („Акутна интоксикација са делиријумом”) односно Ф 1x.4 („Апстиненцијални синдром са делиријумом”). Делирантна стања изазвана прописаним медикаментима кодирају се у групи Ф10-19, али се додаје ознака за медикамент који се сматра узрочним фактором помоћу додатног Т кода из поглавља XIX МКБ-10.

### Ток и симптоматологија болести
Делиријум се описује као синдром карактерисан истовременим поремећајима свести и пажње, перцепције, мишљења, памћења, психомоторног понашања, емоција и циклуса спавање–будно стање. Када се ради о току делиријума, наводи се да је реч о пролазном стању флуктуирајућег интензитета, као и да се највећи број случајева опоравља за четири недеље или краће време, иако нису ретки ни делиријуми који са флуктуацијама трају и до шест месеци. Притом се дуготрајан ток делиријума нарочито апострофира код хроничних обољења јетре, карцинома или субакутног бактеријског ендокардитиса. Дијагноза се поставља на основу следећих симптома: 
- Поремећај свести на континууму од помућења свести и пажње до коме;
- Снижена способност управљања, концентрације, одржавања и пребацивања пажње;
- Глобални поремећај когниције (перцептивни поремећаји, оштећење апстрактног мишљења и схватања са пролазним суманутостима или без пролазних суманутости, али типично са извесним степеном некохерентности, оштећење непосредног сећања и памћења скорих догађаја, али са релативно очуваним памћењем ранијих догађаја и дезоријентација у времену, а у тежим случајевима – у простору и према другим особама);
- Психомоторни поремећаји (хипо или хиперактивност, продужено време реакције, повећани или снижени ток говора);
- Поремећај циклуса спавање–будност (инсомнија или обрнути циклус спавање–будност, узнемирујући снови или кошмари који се могу наставити као халуцинације после буђења);
- Емоционални поремећаји (депресија, анксиозност, страх, раздражљивост, еуфорија, апатија или збуњеност).

## Дијагноза делиријума
Према критеријуму за постављање дијагнозе делиријума применом методе за процену стања свести–конфузије (Confusion Assessement Method – ЦАМ), према којем дијагнозу делиријума можемо поставити уколико пацијент има позитивна прва три и један од последња два критеријума:
1. Акутни почетак - промена менталног статуса;
2. Флуктуирајући ток;
3. Поремећај пажње;
4. Дезорганизовано мишљење;
5. Измењено стање свести.

Лекари необучени у психијатријском смислу могу користити ове скале, одговарајући на потребна питања. Овакав начин дефинисања делиријума има високу сензитивност и специфичност и у вези са поменутим критеријумима потребно је одговорити на одређена питања.

### Питања за утврђивање делиријума
1. Акутни почетак менталних промена и флуктуирајући ток
- Да ли постоји податак о акутној промени менталног статуса у односу на базично стање?

2. Флуктуирање симптома
- Да ли је измењено понашање флуктуирало последња 24 часа, односно да ли постоји податак о измени тежине промене понашања?

3. Пажња
- Да ли пацијент има проблем да фокусира пажњу?

- Да ли постоји умањена способност да одржи или пребацује пажњу са једног интересног догађаја на други?

4. Дезорганизовано мишљење
- Да ли је пацијентово мишљење дезорганизовано и некохерентно, као што је небитна конверзација, нелогичан и нејасан проток идеја, непревидљиво прелажење са једног догађаја или теме на другу?

5. Измењено стање свести
- Да ли је пацијент у стању да прати наредбе за време прегледа?

- Да ли постоји податак о акутној промени менталног статуса у односу на базично стање?

## Чести узрочници делиријума
У честе узрочнике делиријума спадају: стања у којима је измењен мождани крвоток (нпр. хипотензија и хипертензија), мождани поремећаји (нпр. траума мозга, епилепсија и постиктална стања, инфекције, менингитис, тумори итд.), ендокринопатије, метаболички поремећаји, системска инфекција са температуром и сепсом, тровања. Посебне проблеме у диференцијалној дијагнози делиријума чини његово разликовање од деменције, депресије, поремећаја говора, схизофреније.

## Третман делиријума
Третман делирантног болесника има два важна и одвојена аспекта: први је критичан и директно је везан за преживљавање болесника – идентификација и кад год је могуће, отклањање узрока делиријума. Други аспект третмана је редукција симптома делиријума помоћу медикамената и манипулацијом срединским факторима без обзира на то да ли су суманутост и/или агитација присутни. Основно правило је да се делирантни болесник мора ставити на 24 h непрекидни надзор, тј. болесник мора бити смештен на интензивну негу. Уколико је неопходно, не треба избегавати мере физичке фиксације болесника. Притом се витални знаци, унос течности и диуреза морају контролисати. Осим тога, добра оксигенација болесника мора бити обезбеђена. Потребно је посебно истаћи пролазност делиријума, као и учесталост делиријума код соматски оболелих болесника. У једном значајном броју случајева постоји амнезија за период током делиријума.

### Медикаментозна терапија делиријума
Од медикамената лек првог избора је халоперидол. Разлог је његово снажно антипсихотично дејство уз практично одсуство антихолинергичких и хипотензивних дејстава. Халоперидол је подједнако ефикасан и код хипо и код хиперактивног облика делиријума. За контролу тешке агитације и конфузије понекад је потребна континуирана интравенска инфузија халоперидола. Треба напоменути да код малог броја вулнерабилних болесника који имају историју алкохолизма и/или кардиомиопатије оваква примена може довести до продужења Q-Т интервала и вентрикуларне тахикардије torsade de pointes. Иницијалне дозе халоперидола крећу се од 0,5 мг (блага конфузија) до 10 мг (изражена агитација). Иницијалне дозе код старијих особа су разумљиво ниже и крећу се од 0,5 мг до 2 мг у зависности од тежине клиничке слике (не саветује се више од 12 мг/дан). Дозе се понављају на сваких 30 минута док се не постигне смиривање болесника уз стално праћење виталних знакова. Орално дат халоперидол постиже своје дејство за 60 до 90 минута, а врх концентрације обезбеђује се после 4 до 6 сати. Код млађих људи дозе могу бити и више. Парентерална апликација лека даје бољу расположеност (100%), а перорална нешто мању (66%).
Бензодиазепини су лекови првог избора у третману алкохолног делиријум тременса као и делиријума услед апстиненцијалне кризе на седативе/хипнотике. У свим осталим случајевима седација и благо оштећење когниције до којих доводе бензодиазепини може додатно компромитовати болесников сензоријум или дезинхибисати његово понашање. Због тога, уз горенаведене изузетке, бензодиазепини се не препоручују као самостални агенси у третману делиријума. Мале дозе интравенски примењеног лоразепама као додатак халоперидолу посебно се препоручују код веома агитираних болесника или болесника који не показују задовољавајући одговор на примену халоперидола.

### Нежељена дејства иконтраиндикације
Нежељени ефекти халоперидола подразумевају хипотензију, акутну дистоничку реакцију и друге симптоме екстрапирамидалног синдрома. Сува уста, опстипација и поремећај мокрења су антихолинергички ефекти. Треба напоменути да су компликације код делирантних болесника пре правило него изузетак (нпр. декубитус, аспирациона пнеумонија). Коначно, делирантни болесници током епизоде делиријума имају чк 5,5 пута већу стопу морталитета него болесници са дијагнозом деменције.